# 發條鳥年代記
《發條鳥年代記》（日语：ねじまき鳥クロニクル），是日本作家村上春樹的小說作品，全書分成3冊，於1994年與1995年出版。1996年2月，第47回读卖文学賞受賞。

## 劇情簡介
時間是1984年。剛辭去工作的岡田亨上午十點鐘煮著義大利麵時電話響了。為了接電話，麵條比自己希望的口感稍微煮軟了。從此岡田亨遇到了許多事情。包括妻子離家出走、闖入附近空屋找走失的貓、接到二戰倖存老兵的神秘禮物、結識翹課的女高中生笠原May等等一切。故事以尋找離家出走的妻子久美子為主軸展開。第三冊登場人物牛河利治，於後來的作品《1Q84》中再次出現。

## 评价
“如果问我村上作品中最佩服哪一部，我会毫不犹豫地举出《奇鸟行状录》。这是一部真正的鸿篇巨制，日文为上中下厚厚三大卷，译成中文都有50万言，达650页。时间跨越半个世纪，空间远至蒙古沙漠和西伯利亚荒原。出场人物众多，纷至沓来而各具面目；情节多头推进，山重水复，雾锁云笼。” ——翻译家林少华

## 外部連結
- East Meets West, the New York Times Book Review （页面存档备份，存于）
- The Wind-Up Bird Chronicle - By Matthew Chozick - Literary Encyclopedia （页面存档备份，存于）